# Famille de Bonchamps (Poitou)
Pour les articles homonymes, voir Bonchamps.
La famille de Bonchamps est une famille de la noblesse angevine. 
Elle est originaire du Poitou, et a donné Charles de Bonchamps, général royaliste de la guerre de Vendée. Elle s'est établie en Anjou, et en Mayenne.
Cette famille, éteinte depuis le XXe siècle, n'est pas à confondre avec une famille homonyme et subsistante de Normandie. 

## Histoire
La famille de Bonchamps a été maintenue dans sa noblesse à l'intendance de Tours, le 21 mars 1635, le 6 août 1666 et le 3 juillet 1690,.

## Généalogie simplifiée
- Guillaume de Bonchamps, seigneur de Pierrefitte, près de Richelieu, qui fit aveu de ce fief en 1312
  - Michel de Bonchamps, seigneur de Pierrefitte
    - Simon de Bonchamps, seigneur de Pierrefitte, marié à Perrine de Chouppes
      - Louis de Bonchamps, seigneur de Pierrefitte, marié : 1. à Jeanne des Hommes, sans postérité; 2. à Guillemine de la Fouchardière.
        - Bernardin de Bonchamps, seigneur de Pierrefitte, marié, 22 décembre 1477, à Jeanne de Vaucelles, dame des Clouzeaux
          - François de Bonchamps, seigneur de Pierrefitte, marié à Jeanne de Crouail, dont postérité éteinte au XVIIe siècle.
          - Joachim de Bonchamps, auteur de la branche des Clouzeaux. Il épousa Jeanne du Quesne
            - Jacques de Bonchamps, marié en 1556 à Anne Guiot, et père de deux filles
            - Charles de Bonchamps, seigneur des Mées, marié, 3 avril 1568, à Renée d'Arsac
              - Charles de Bonchamps, seigneur des Mées et du Breuil, marié, 18 novembre 1592, à Florie de la Grézille
                - René de Bonchamps, seigneur de Maurepart, la Brosse et la Baronnière, marié, 12 décembre 1626, à Marie Chevrier, veuve de Jacques de la Roche
                  - René de Bonchamps, seigneur de Maurepart, marié à Catherine de Meules
                    - Henri de Bonchamps, seigneur de Maurepart, marié à Marie-Madeleine Fournier de Boisayrault
                      - Marie-Anne de Bonchamps, mariée en 1730 à Nicolas du Clos
                      - Julienne de Bonchamps, mariée en 1731 à Louis-César Budan de Russé.

                    - Marie-Anne de Bonchamps, mariée à Geoffroy de Culant.

                  - Pierre de Bonchamps, tige de la branche de la Baronnière. Seigneur de la Baronnière, lieutenant-colonel au Régiment de Sancerre, marié à Marie-Hyacinthe Boislève.
                    - Anne-Artus de Bonchamps, seigneur de la Baronnière, décédé 25 février 1785, marié, 8 mars 1734, à Marguerite-Elisabeth-Angélique de Farcy
                      - Louis-Charles-Artus de Bonchamps, seigneur de la Coudraye et de la Baronnière, page de la petite écurie, marié: 1. en 1758, à Marguerite Hellaut de Vallières, dont un fils et trois filles; 2. en 1767, à Renée-Louise du Bois de Maquillé, dont une fille.
                        - Charles-Melchior-Artus de Bonchamps, seigneur de la Baronnière. Il épousa, 10 février 1789, Marie-Renée-Marguerite de Scépeaux, décédée le 22 novembre 1845.
                          - Charlotte-Agathe-Zoé de Bonchamps, mariée, 27 février 1817, à Arthur-Philippe-Guillaume-Parfait, comte de Bouillé, et décédée 17 juillet 1877.

                      - Jean-René-Hyacinthe  de Bonchamps, né en 1736, décédé sans postérité
                      - Pierre-Philippe de Bonchamps, né en 1737, capitaine;
                      - Louis de Bonchamps, capitaine de cavalerie, décédé sans alliance en 1783;
                      - Marie Joseph de Bonchamps, tige de la Trosnière, seigneur de la Trosnière et de la Coudraye, né en 1745, épousa Jeanne-Louise Guiteau de Bannes
                        - Louis Florent de Bonchamps, marié à Catherine-Émilie de Boylesve
                          - Louis Étienne Arthur de Bonchamps, né le 2 mai 1809 à Saint-Laurent-des-Mortiers, et décédé à 18 ans le 14 mars 1828 à Château-Gontier, où il était étudiant
                          - Edmond Henri de Bonchamps,  né le 6 juin 1811, décédé en 1880, marié à Jenny de la Porte de la Thébaudière, décédée en 1879
                            - Arthur Edmond de Bonchamps, lieutenant d'infanterie;
                            - Christian-Louis-Marie de Bonchamps, officier de chasseurs à cheval, explorateur.

                          - Émilie Catherine Charlotte, née le 25 avril 1810, mariée à Pierre Hamon de Kervers;
                          - Louise-Léonie de Bonchamps, mariée le 9 mai 1843, à Stanislas-Marie Louis du Breil de Pontbriand.

                        - Anne-Élisabeth-Pauline de Bonchamps, mariée, 10 décembre 1804, à Annibal-Charles-Louis de Farcy.

                      - Françoise-Angélique de Bonchamps, née en 1740, mariée, en 1780, Charles-Auguste de Ravenel
                      - Marguerite-Céleste de Bonchamps, née en 1741, mariée, en 1776, à Louis-Thomas de la Croix.

                - Artus de Bonchamps

            - Anne de Bonchamps, mariée à Jean Cantineau.

        - Abel de Bonchamps, prêtre.

## Personnalités
- Marie Joseph de Bonchamps (1749-1806), administrateur du département de la Mayenne (1790), participe à l'élection des curés constitutionnels (1791), maire de Saint-Laurent-des-Mortiers (1802), conseiller général (An VIII), chevalier de la Légion d'honneur (1805).
- Charles de Bonchamps (1760-1793), chef vendéen.
- Marie Marguerite de Scépeaux dite Madame de Bonchamps (1767-1845), mémorialiste, épouse de Charles de Bonchamps.
- Louis Florent de Bonchamps (1782-1853), maire de Saint-Laurent-des-Mortiers, conseiller d'arrondissement, conseiller général (1815), chef d'une compagnie durant la guerre de Vendée et Chouannerie de 1815, capitaine (1816), sous-préfet de Château-Gontier (1824), chevalier de la Légion d'honneur (1827).
- Edmond Henri de Bonchamps (1811-1880), chef d'escadron, chevalier de la Légion d'honneur (1843).
- Christian de Bonchamps (1860-1919), explorateur et administrateur colonial.

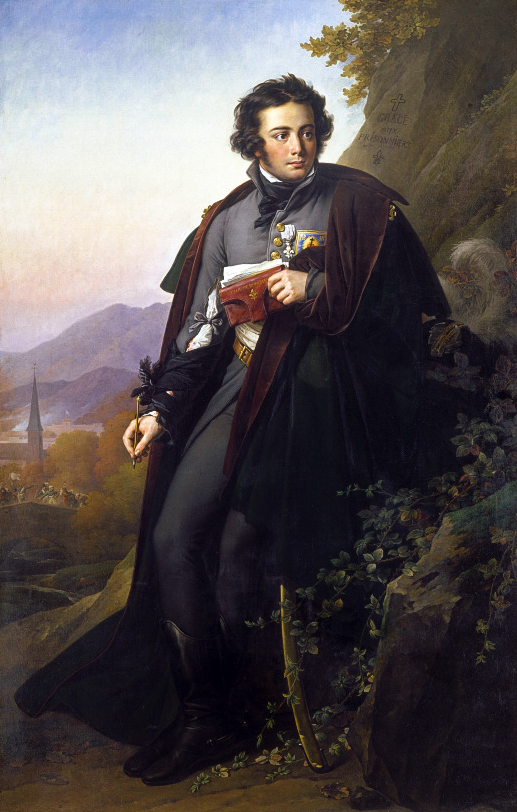
Charles de Bonchamps (1760-1793)
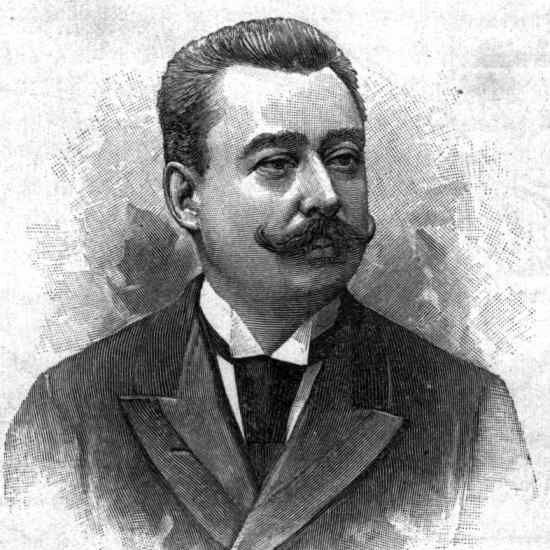
Christian de Bonchamps (1860-1919)

## Postérité
- Statue du Pardon de Bonchamps par David d'Angers
- Charles Melchior Artus de Bonchamps, huile sur toile de Anne-Louis Girodet, 1816, musée d'Art et d'Histoire de Cholet.

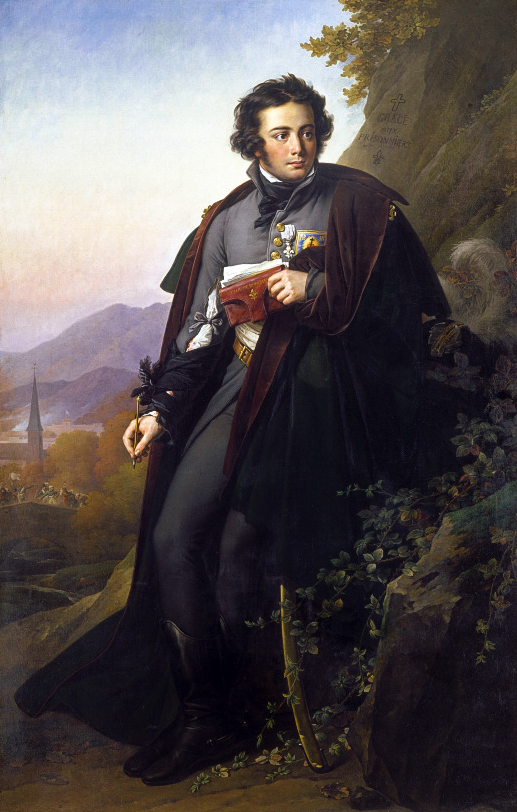
Charles Melchior Artus de Bonchamps
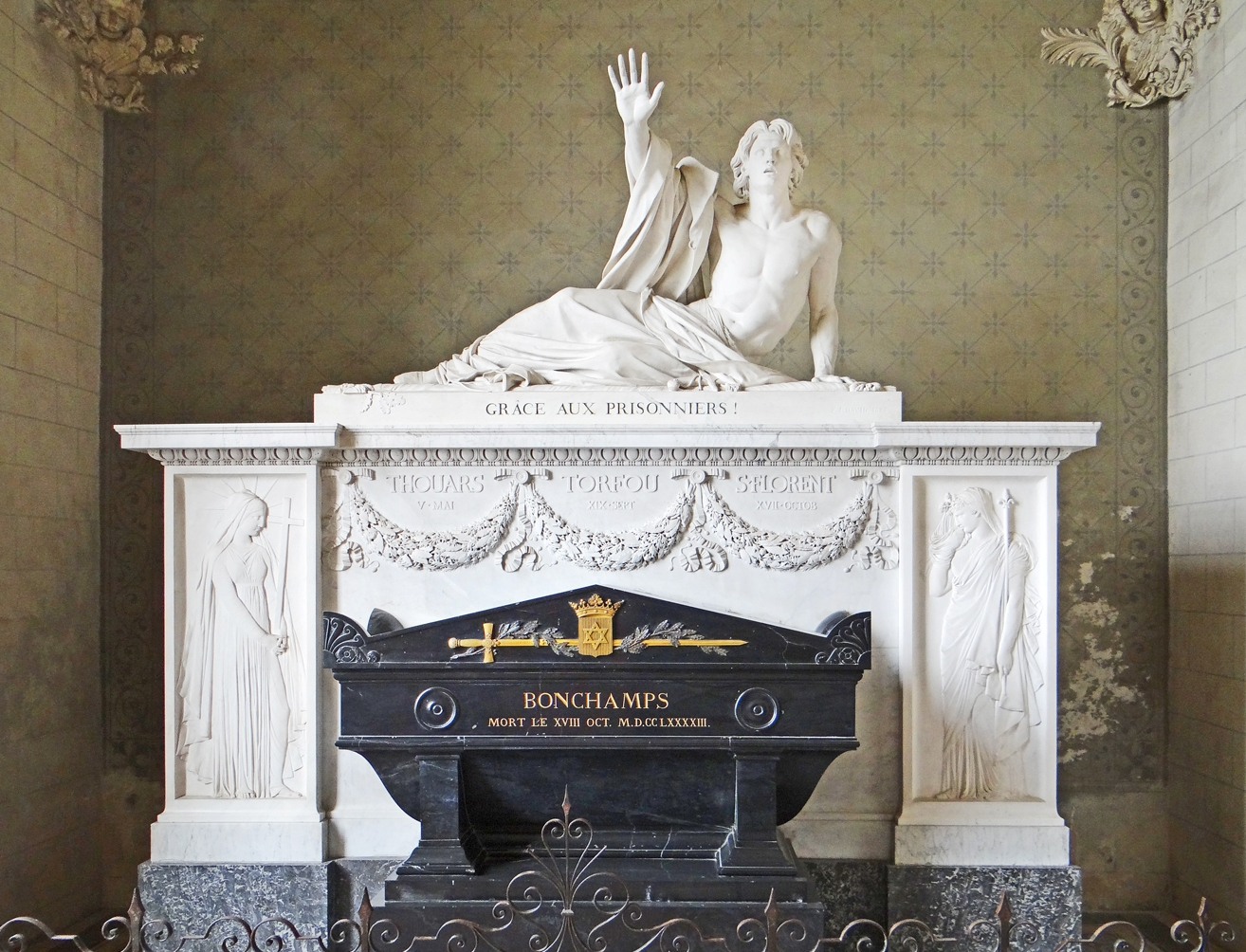
Le tombeau de Bonchamps en l'abbatiale de Saint-Florent-le-Vieil